# Luxemburg op het Eurovisiesongfestival 1993
Luxemburg nam deel aan het Eurovisiesongfestival 1993 in Millstreet, Ierland.
Het was de zevenendertigste, en tot op heden de laatste, deelname van Luxemburg op het songfestival. Sinds 1994 doet het land niet meer mee.

## Selectieprocedure
Men koos weer voor een interne selectie dit jaar, nadat men het voorgaande jaar een nationale finale organiseerde.
Men koos uiteindelijk voor de band Modern Times, met het lied Donne-moi une chance.

## In Millstreet
Op het songfestival trad Luxemburg als 15de aan, na Ierland en voor Slovenië. Aan het eind van de puntentelling stond het land op een 20ste plaats met 11 punten. 
Nederland en België hadden geen punten over voor deze inzending.

### Gekregen punten

#### Finale
| 12 punten | 10 punten | 8 punten | 7 punten | 6 punten   |
| --------- | --------- | -------- | -------- | ---------- |
|           | - Malta   |          |          |            |
| 5 punten  | 4 punten  | 3 punten | 2 punten | 1 punt     |
|           |           |          |          | - Slovenië |

### Punten gegeven door Luxemburg

#### Finale
Punten gegeven in de finale:
| 12 punten | Zwitserland         |
| 10 punten | Italië              |
| 8 punten  | Verenigd Koninkrijk |
| 7 punten  | Ierland             |
| 6 punten  | Frankrijk           |
| 5 punten  | Zweden              |
| 4 punten  | Portugal            |
| 3 punten  | Denemarken          |
| 2 punten  | Finland             |
| 1 punt    | Noorwegen           |

1956 · 1957 · 1958 · 1959 · 1960 · 1961 · 1962 · 1963 · 1964 · 1965 · 1966 · 1967 · 1968 · 1969 · 1970 · 1971 · 1972 · 1973 · 1974 · 1975 · 1976 · 1977 · 1978 · 1979 · 1980 · 1981 · 1982 · 1983 · 1984 · 1985 · 1986 · 1987 · 1988 · 1989 · 1990 · 1991 · 1992 · 1993 · 1994-2023 · 2024 · 2025